# 伏せ越し

伏せ越しの模式図

伏せ越し（ふせこし、ふせごし、伏越）は、水路工事における工法・技法、およびそれによる工作物のことである。伏せ越し工法（ふせこしこうほう、ふせごしこうほう）とも呼ばれる。

## 概要
用水施設や排水施設などの水路において、開渠となっている部分が、河川法の適用を受ける河川または他の水路と交差している場合、逆サイフォン構造によって河川・水路の河底を通過させる工法・技法、およびそれによる工作物で、施工方法が開削工法によるもの。
用水路・排水路など開水路の場合、河川と交差する部分で、沿岸の双方の高さに高低差が大きい場合、高い側から逆サイフォンで河川を自然流下で通過させることが多い。武蔵国見沼代用水（埼玉県）の「柴山伏越」や二十箇用水（大阪府）の「久左衛門樋」など、歴史的に古い水路・用水にも見られる工法である。
同様に歴史的に古いものとして、周囲を河川に囲まれた輪中では周囲の河床上昇に伴って排水困難となった場合の解決策として、下流側の河川の下を伏せ越ししてより下流域に排水する「伏越樋（ふせこしひ）」が設置されることがあった。伏越樋が設置された例としては大垣輪中の「鵜森伏越樋」が有名で、その他にも加納輪中や河渡輪中などで採用されている。
現代では、鉄道軌道下を伏せ越しして横断する水路を鉄道用語では「伏樋（ふせび）」と呼ぶ。
なお、シールド工法および推進工法（小口径管推進工法を含む）よるもの（地下鉄、道路、上下水道、工業用水道、パイプライン等）は、河底横過トンネルと呼び、伏せ越しとは区別される。